# قحف (إناء)

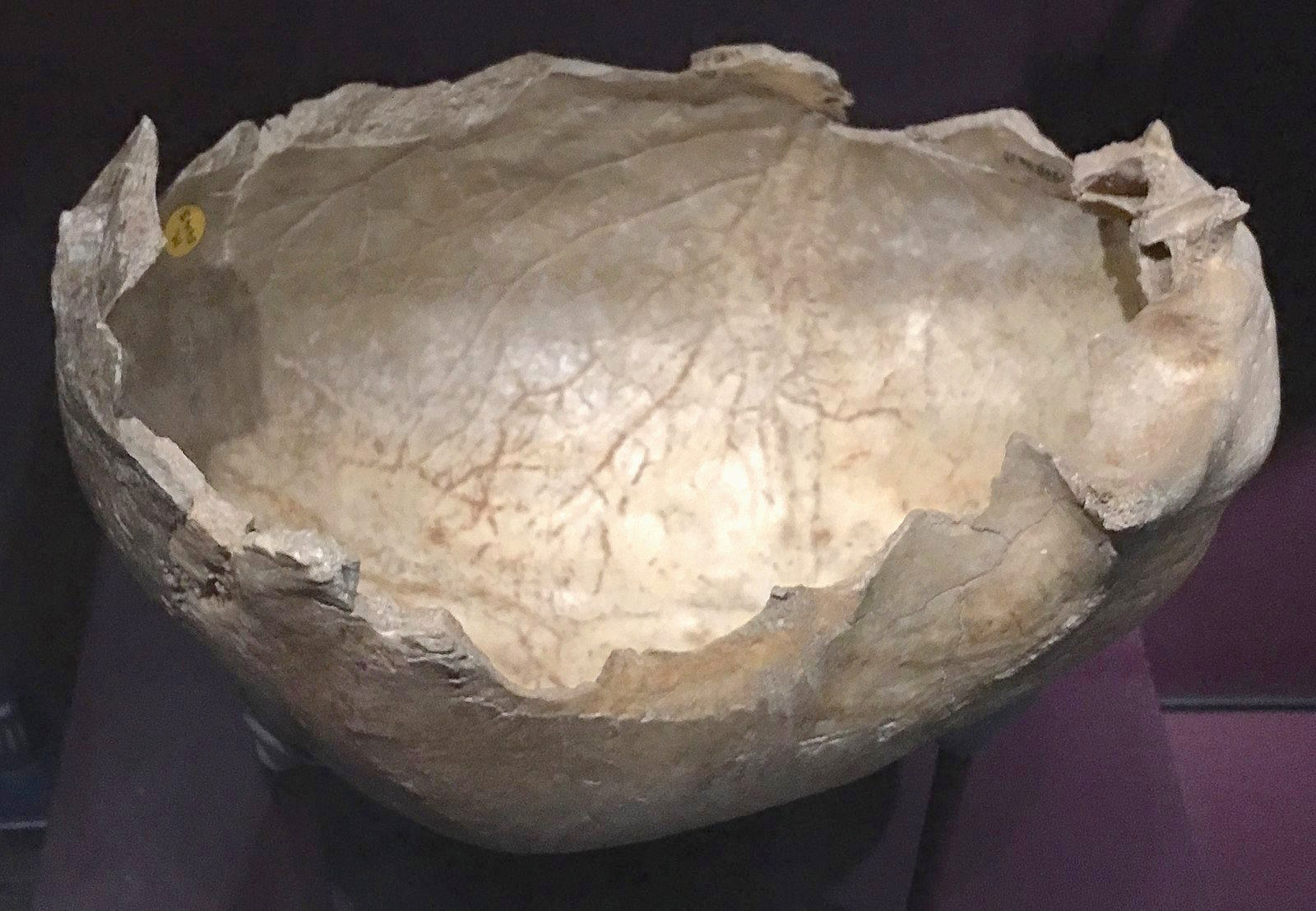
قحف من كهف غوف.

القِحْف هو إناء للشرب أو وعاء طعام مصنوع من قبة قحف بشرية مقلوبة تم قطعها عن بقية الجمجمة. تم الإبلاغ عن استخدام جمجمة بشرية ككوب للشرب في الاستخدام الطقسي أو كتذكار في العديد من المصادر عبر التاريخ وبين مختلف الشعوب، وبين الثقافات الغربية غالبًا ما يرتبط بالثقافات البدوية التاريخية في السهوب الأوراسية.
أقدم قحف مؤرخ مباشرة  في 12,750 قبل الميلاد يأتي من كهف غوف، سومرست، إنجلترا. يمكن تمييز الجماجم المستخدمة كحاويات عن الجماجم العادية من خلال ظهور علامات القطع مع إزالة اللحم والعمل على إنتاج شفة منتظمة.

## آسيا

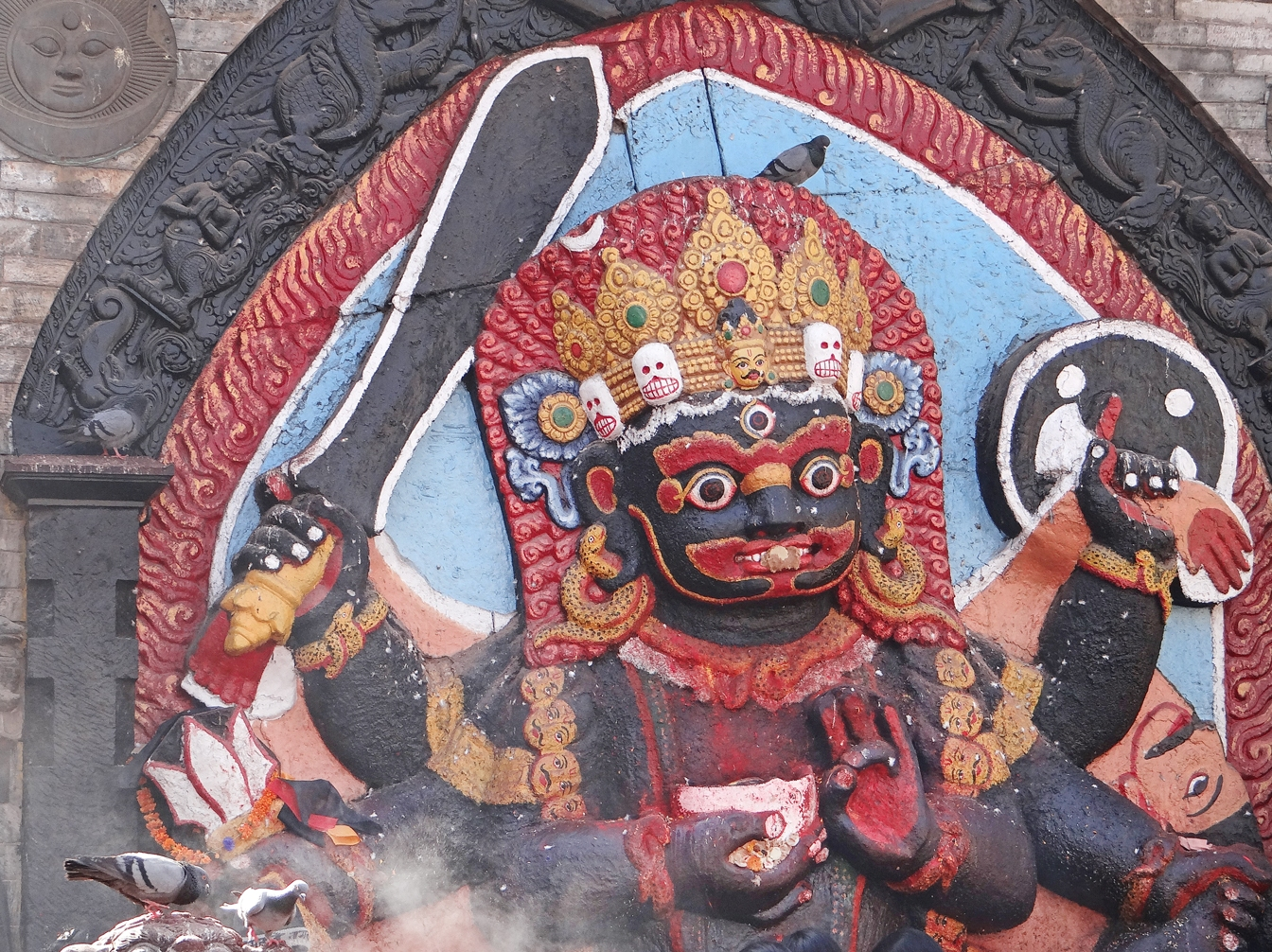
الإله الهندوسي بهايرافا معه قحف في يده.

يعود أقدم سجل في السجلات الصينية لتقليد القحف إلى السنوات الأخيرة من فترة الربيع والخريف، عندما صنع المنتصرون في معركة جينيانغ عام 453 قبل الميلاد من جمجمة عدوهم كوب للنبيذ.  في وقت لاحق، سجلت سجلات المؤرخ الكبير الممارسة بين شيونغنو القديمة في منغوليا الحالية. قتل لاوشانغ (أو جيزو)، ابن زعيم شيونغنو مودو تشانيو، ملك يوزهي حوالي عام 162 قبل الميلاد، ووفقًا لتقاليدهم، «صنعوا كوبًا للشرب من جمجمته».  وفقًا لسيرة المبعوث تشانغ تشيان في هان شو،  استخدام كوب الشرب المصنوع من جمجمة ملك يوزهي فيما بعد عندما أبرم شيونغنو معاهدة مع اثنين من سقيري هان في عهد الإمبراطور يوان هان (49 - 33 قبل الميلاد). ولختام اللقاء، شرب السفراء الصينيون الدم من قحف مع رؤساء شيونغنو.
في عام 1510، هزم الشاه إسماعيل الأول وقتل محمد الشيباني، مؤسس الإمبراطورية الشيبانية في أوزبكستان الحالية، في معركة. قطًّع الشاه أوصال عدوه وأرسلت الأجزاء إلى مناطق مختلفة من الإمبراطورية لعرضها، بينما كانت طليت جمجمته بالذهب وصُنع منها كوب مرصع بالجواهر.
في اليابان، قاد أمير الحرب الشهير أودا نوبوناغا عددًا من الحملات ضد عشائر أزاي وأساكورا ابتداءً من عام 1570. وعقب انتصاراته في حصار قلعة أوداني في 1573، أخذ جماجم أزاي ناغاماسا ووالده هيساماسا وأساكورا يوشيكاجي وأعداها للعرض ولاستخدامها كأكواب ساكي. 
على عكس القحاف في الثقافات الأخرى، والتي قد تشبه وعاء أو كأسًا في الشكل النهائي، قام الحرفيون اليابانيون باستخراج جزء ضحل على شكل صحن من أعلى كل جمجمة، ثم طلى الجماجم وغطوها بورق ذهبي، وكان كل قحف موضوعا في الفتحة التي قطعت منها، وجانبها المقعر لأعلى. ثم قدم نوبوناغا القحاف الثلاث لأتباعه وشرب فيها الساكي من أجل توضيح مصير أولئك الذين سيعارضونه أو يخونه.  ربما فقدت القحاف الثلاث عندما دمرت قلعة أزوتشي عام 1582.
في الهند والتبت، يُعرف القحف باسم كابالا، ويستخدم في طقوس التانترا البوذية والتانترا الهندوسية. لا تنتمي الجمجمة إلى عدو، وبالفعل لا تعتبر هوية المالك الأصلي للجمجمة مهمة. تُصوَّر الآلهة الهندوسية مثل كالي أحيانًا ممسكة بكابالا مليئة بدم الإنسان. العديد من الكابالا المنحوتة والمركبة بشكل متقن تبقى محفوظة جيدا، معظمها في التبت.

## أوروبا

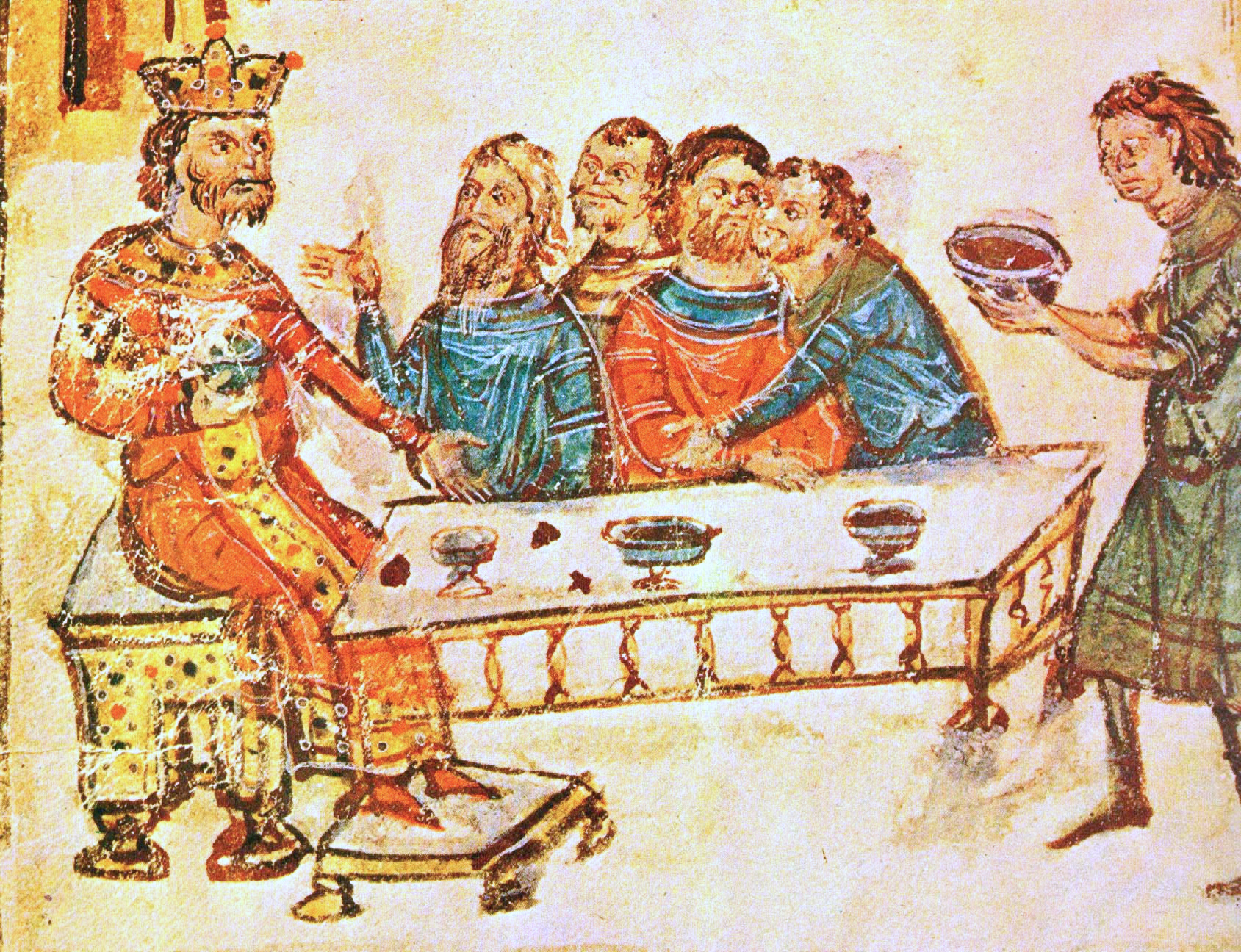
يحضر البلغاري خان كروم المخيف الأعياد مع نبلائه كخادم (على اليمين) تجلب جمجمة نيكيفوروس الأول، المصممة كقحف، مليئة بالنبيذ.

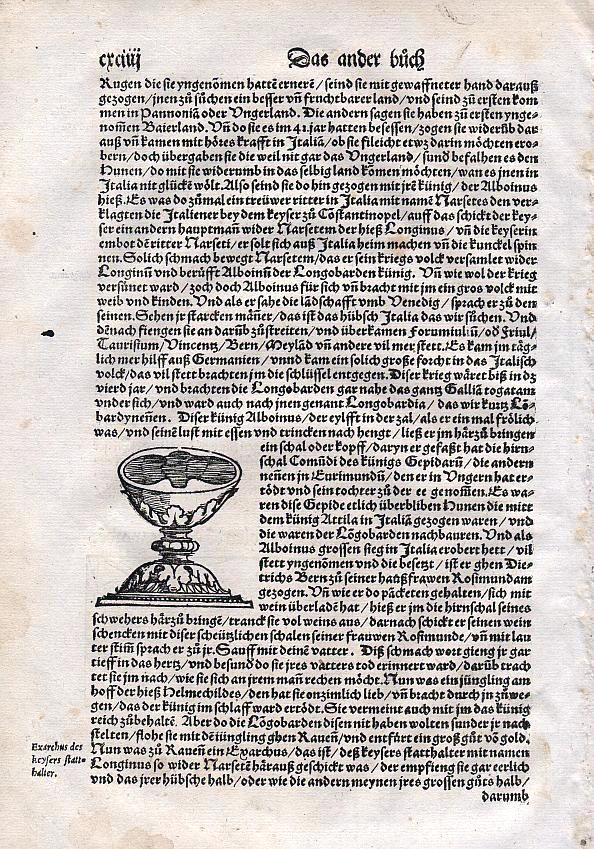
سيباستيان مونستر كوزموغرافيا (بازل، 1550) الصفحة 193، فيما يتعلق باللومبارد ويوضح بشكل خيالي قحف سيء السمعة.

وفقًا لتاريخ هيرودوت وسترابو قتل السكيثيون أعدائهم وصنعوا من جماجمهم أكواب للشرب.
يقتبس إدوارد شافانيس من ليفيوس لتوضيح الاستخدام الاحتفالي للقحاف من قبل بوي قبيلة سلت في أوروبا، في 216 قبل الميلاد. 
وفقًا بولس الشماس في تاريخ اللومبارد، عندما هزم الملك اللومباردي ألبوين الغبيديون، أعداء شعبه، في عام 567 بعد الميلاد، قتل ملكهم كونيموند وصنع قحفاً من جمجمته، وأخذ ابنة روزاموند كزوجة. 
قال ثيوفانيس المعرف وجوان زوناراس وماناسيس كرونيكل وآخرون، أن خان كروم من الإمبراطورية البلغارية الأولى قد صنع كوبا مرصعًا بالجواهر من جمجمة الإمبراطور البيزنطي نيسفوروس الأول (811 م) بعد قتله في معركة بليسكا.
ذكر تاريخ كييف روس، الوقائع الأولية، أن جمجمة سفياتوسلاف الأول في كييف تحولت إلى قحف من قبل خان بجناك كوريا في عام 972 بعد الميلاد. من المحتمل أنه قصد أن يكون هذا مجاملة لسفياتوسلاف. أفادت المصادر أن كوريا وزوجته شربا من القحف وصليا من أجل ابن شجاع مثل أمير الحرب الراحل.
وفقًا لجورج أكروبوليتس، تم تحويل جمجمة بالدوين الأول من القسطنطينية إلى قحف من قبل القيصر كالويان في بلغاريا (حوالي 1205).
وفقًا للأسطورة، بعد مقتل القرصان اللحية السوداء وقطع رأسه في عام 1718، حولت جمجمته إلى قحف.

في القرن التاسع عشر في بريطانيا، استخدم الشاعر اللورد بايرون جمجمة وجدها البستاني في دير نيوستيد كقحف. وفقًا للورد بايرون: